# Xanthosoma striolatum
Xanthosoma striolatum är en kallaväxtart som beskrevs av Carl Friedrich Philipp von Martius och Heinrich Wilhelm Schott. Xanthosoma striolatum ingår i släktet Xanthosoma och familjen kallaväxter. Inga underarter finns listade.